# Willie Oosterhuis
Willie Oosterhuis (1955) is een Nederlands presentator. Hij is presentator van De Deure en De Zin Van... bij TV Enschede FM. Verder is Oosterhuis zanger van het levenslied.

## Loopbaan
Oosterhuis debuteerde op tv bij de Lokale Omroep Hellendoorn waar hij onder regie van Jan Sterk en later Bart Plaggenmarsch het programma Spektakel & Toestanden presenteerde. In 1995 kwam hij bij RTV Oost op de sportredactie en maakte columns voor Harms Farm. Hij werd bekend als presentator van het programma Willie’s Wereld en de Regiotap dat in 1998 begon. De nadruk van de Regiotap lag op Nederlandstalige muziek, maar ook (en dan zeker in het begin) traden regelmatig regionale artiesten op. Uit dit programma ontstond de zanggroep De Regiotappers waarvan de eerste single De Deure werd, de openingstune van het programma. Op de single en het album Hoe Geet Met Oe? uit 2002 wordt het duo Oosterhuis en muziekproducent Edwin van Hoevelaak terzijde gestaan door hun televisie collega Miss "Jans" Jane. Tussen 1999 en 2002 had Jans ook haar eigen item: "De Theekrans van Jans", waarin zij de kijkers op de hoogte houdt van alle roddels in de wereld van showbizz. Het album bevatte onder meer ook de single Kiek Ie Kiek Ik, een Twentse versie van Jody Bernals hitsingle Que sí que no uit 2000. Het programma werd een groot succes en leidde tot het ontstaan van het Mega Piraten Festijn, uitgezonden door de TROS. Oosterhuis wordt gezien als de grote man achter deze feesten, die hij ook zelf presenteert. In 2006 begon Oosterhuis met de serie Willie Wil Wel waarbij hijzelf ook de camera hanteerde. Voor die tijd een nieuwe werkwijze die nu volop wordt toegepast.
Toen Oosterhuis begin 2009 bekendmaakte dat hij een eigen omroep wilde beginnen werd hij door RTV Oost aan de kant geschoven. Van Hoevelaak, die eerder al mede-presentator was van de Regiotap, nam zijn taken over. Oosterhuis en zijn zakenpartner Ronald Nijboer probeerden tevergeefs een eigen omroep op te zetten. In 2010 werd de onderneming van Oosterhuis, Onze TV, failliet verklaard.
Sinds 2009 presenteert hij het Truckstar Festival op het TT-circuit in Assen. Sinds 2011 is Oosterhuis te zien op TV Enschede en andere lokale zenders in Twente. Na acht jaar kwam er weer samenwerking tussen Oosterhuis en RTV Oost met een SchlagerSymphonica; een muziekspektakel dat plaatsvond op Vliegveld Twenthe. In november 2018 werd de door Oosterhuis georganiseerde tweede editie van SchlagerSymphonica geannuleerd, waarna zijn bedrijven in financieel zwaar weer terechtkwamen. Op 20 februari 2019 werden zowel zijn bedrijven alsmede Oosterhuis zelf failliet verklaard.